# Nena
|  | Per a altres significats, vegeu «Nena (desambiguació)». |

Nena és una cantant alemanya, que va arribar a la fama gràcies a la cançó "99 Luftballons" ("99 Red Balloons" en la versió en anglès). Amb el rellançament dels seus propis èxits, la carrera de Nena es va revifar de nou l'any 2002.

## Biografia
Nena va néixer com a Gabriele Susanne Kerner el 24 de març de 1960 a Hagen (Rin del Nord-Westfàlia) a Alemanya. Des que tenia 3 anys la van anomenar Nena. El 1977 va abandonar el col·legi poc abans de la graduació. A la mateixa època, el guitarrista Rainer Kitzman li va oferir ser la vocalista principal de la banda, The Stripes. El grup va tenir un èxit menor amb la cançó Ecstasy però no va aconseguir cap èxit més gran i, aviat, es van separar.
El 1981 Nena i la seva parella sentimental, Rolf Brendel, van anar a viure a Berlín, on van conèixer els membres posteriors de la banda: el guitarrista Carlo Karges, el teclista Uwe Fahrenkrog-Petersen i el baixista Jürgen Dehmel. Un any després la banda va aconseguir el seu primer senzill, Nur geträumt (Only In Dreams - Només en somnis), el qual va ser un èxit després que la banda va aparèixer en l'espectacle de la televisió alemanya Musikladen.
L'any següent, la banda va llençar el seu primer àlbum amb el seu propi nom, el qual contenia els senzills Leuchtturm (Lighthouse - Far) i 99 Luftballons (99 Balloons - 99 globus rojos). El qual accidentalment va caure en mans dels DJs de Califòrnia, els quals van ajudar a promoure la cançó internacionalment. El senzill va arribar a ser un èxit mundial i, fins avui, ha estat la cançó més popular de Nena. Nena posteriorment va llençar ? (Fragezeichen) el 1984, Feuer und Flamme ("Fire and Flame" - "Foc i flama") el 1985, It's All In The Game (cantant en anglès les cançons Feuer und Flamme) i Eisbrecher ("Icebreaker" - "Trencaglaç") el 1986. Encara que van aconseguir un èxit constant, el grup va decidir separar-se el 1987.

## Discografia

### Àlbums
- The Stripes (1980).
- Nena (1983) #1  Alemanya
- ? (Fragezeichen) (1984) #1  Alemanya
- 99 Luftballons (1984)
- Feuer und Flamme (1985) #2  Alemanya
- It's All In The Game (1985)
- Eisbrecher (1986) #45  Alemanya
- Wunder gescheh'n (1989) #23  Alemanya
- Komm lieber Mai... (1990) #45  Alemanya
- Nena Die Band (1991)
- Bongo Girl (1992) #32  Alemanya
- Und alles dreht sich (1994) #53  Alemanya
- Nena singt die schönsten Kinderlieder (1994)
- Nena Live (1995)
- Unser Apfelhaus (1995) #69  Alemanya
- Nena und die Bambus Bären Bande (1996)
- Jamma nich (1997) #29  Alemanya
- Nenas Weihnachtsreise (1997) #28  Alemanya
- Wenn alles richtig ist, dann stimmt was nich (1998) #42  Alemanya
- Nena macht... Rabatz (1999)
- Chokmah (2001) #18  Alemanya
- Nenas Tausend Sterne (2002)
- Nena feat. Nena (2002) #2  Alemanya
- Madou und das Licht der Fantasie (2002)
- Nena Live Nena (2004) #31  Alemanya
- Willst du mit mir gehn (2005) #2  Alemanya
- Cover me (28-09-2007)

### Altres àlbums
- The 12 inch Collection.[1]
- The Magic Sound Of Deep Presents Nena.[2]

### Senzills

#### Grup
| Any  | Títol                             | Posició a les llistes | Àlbum            |
| Any  | Títol                             | Senzills d'Alemanya   | Àlbum            |
| ---- | --------------------------------- | --------------------- | ---------------- |
| 1982 | "Nur geträumt"                    | #2                    | Nena             |
| 1983 | "99 Luftballons"                  | #1                    | Nena             |
| 1983 | "Leuchtturm"                      | #2                    | Nena             |
| 1983 | "? (Fragezeichen)"                | #3                    | ? (Fragezeichen) |
| 1984 | "Rette Mich"                      | #11                   | ? (Fragezeichen) |
| 1984 | "Lass mich dein Pirat sein"       | #53                   | ? (Fragezeichen) |
| 1984 | "Irgendwie, irgendwo, irgendwann" | #3                    | Feuer und Flamme |
| 1985 | "Feuer und Flamme"                | #8                    | Feuer und Flamme |
| 1985 | "Haus der drei Sonnen"            | #43                   | Feuer und Flamme |
| 1985 | "Jung wie du"                     | #47                   | Feuer und Flamme |
| 1986 | "Du kennst die Liebe nicht"       | --                    | Feuer und Flamme |
| 1986 | "Mondsong"                        | #37                   | Eisbrecher       |
| 1987 | "Engel der Nacht"                 | --                    | Eisbrecher       |

#### Solista
| Any  | Títol                                           | Posició a la llista | Àlbum                                        |
| Any  | Títol                                           | Senzills alemanys   | Àlbum                                        |
| ---- | ----------------------------------------------- | ------------------- | -------------------------------------------- |
| 1989 | "Wunder gescheh'n"                              | #19                 | Wunder gescheh'n                             |
| 1990 | "Du bist überall"                               | #54                 | Wunder gescheh'n                             |
| 1990 | "Im Rausch der Liebe"                           | -                   | Wunder gescheh'n                             |
| 1992 | "Manchmal ist ein Tag ein ganzes Leben"         | #48                 | Bongo Girl                                   |
| 1992 | "Ohne Ende"                                     |                     | Bongo Girl                                   |
| 1992 | "Conversation"                                  |                     | Bongo Girl                                   |
| 1993 | "Viel zuviel Glück"                             |                     | Und Alles Dreht Sich                         |
| 1993 | "N Zentimeter Liebe" (feat. Kralle Krawinkel)   |                     |                                              |
| 1994 | "Hol mich zurück"                               |                     | Und Alles Dreht Sich                         |
| 1994 | "Ich halt dich fest"                            |                     | Und Alles Dreht Sich                         |
| 1995 | "Weißes Schiff"                                 |                     | Wunder Gescheh'n                             |
| 1997 | "Ganz gelassen..."                              | #75                 | Jamma Nich                                   |
| 1997 | "Jamma Nich"                                    |                     | Jamma Nich                                   |
| 1997 | "Alles Was Du Willst"                           |                     | Jamma Nich                                   |
| 1997 | "Auf Dich Und Mich"                             |                     | Jamma Nich                                   |
| 1998 | "Was hast du in meinem Traum gemacht"           | #91                 | Wenn alles richtig ist, dann Stimmt was nich |
| 1998 | "Dann Fiel Mir Auf"                             |                     | Wenn alles richtig ist, dann Stimmt was nich |
| 1998 | "Das Ist Normal?"                               |                     | Wenn alles richtig ist, dann Stimmt was nich |
| 1999 | "Ich umarm' die ganze Welt"                     | #98                 | Tobias Totz und sein Löwe                    |
| 2001 | "Carpe diem"                                    | #66                 | Chokmah                                      |
| 2002 | "Oldschool Baby" (with Westbam)                 | #21                 | Alles Gute - Die Singles 1982-2002           |
| 2002 | "99 Luftballons (New Version)"                  | #28                 | Nena feat. Nena                              |
| 2003 | "Leuchturm (New Version)"                       | #7                  | Nena feat. Nena                              |
| 2003 | "Wunder gescheh'n" (New Version) (with Friends) | #9                  | Nena feat. Nena (2003 Edition)               |
| 2003 | "Anyplace, Anywhere, Anytime" (feat. Kim Wilde) | #3                  | Nena feat. Nena                              |
| 2003 | "Nur geträumt (New Version)"                    | #79                 | Nena feat. Nena                              |
| 2004 | "Bang Bang" (feat. Toktok)                      | #51                 |                                              |
| 2004 | "Schade" (feat. Sam Ragga Band)                 | #37                 | The Sound of Sam Ragga                       |
| 2005 | "Liebe ist"                                     | #1                  | Willst du mit mir gehn                       |
| 2005 | "Willst du mit mir gehn"                        | #6                  | Willst du mit mir gehn                       |
| 2005 | "Lass Mich"                                     | #44                 | Willst du mit mir gehn                       |
| 2006 | "Caravan of Love"(feat. Duncan Townsend)        | #29                 |                                              |
| 2007 | "Ich kann nix dafür"(feat. Olli and Remmler)    | #10                 |                                              |
| 2007 | Mach die Augen Auf                              |                     | Cover me                                     |
| 2007 | Ich werde dich lieben                           |                     | Cover me                                     |

## Filmografia
- Gib Gas ich will Spaß (1983)
- Richy Guitar (1985)
- Der Unsichtbare (1987)
- Tobias Totz und sein Löwe (1999)
- Die Abrafaxe - Unter schwarzer Flagge (2001)
- Madou und das Licht der Fantasie (2003)
- Eragon, com a Saphira (2006)
- Arthur i els Minimoys, com a "Princesa Selènia" (2006)